# Vulcaniani
I Vulcaniani sono una specie extraterrestre immaginaria dell'universo fantascientifico di Star Trek. Compaiono per la prima volta nell'episodio della serie originale Trappola umana, nella figura del Vulcaniano più celebre, Spock. In Italia i Vulcaniani appaiono per la prima volta, sempre nella figura di Spock, nell'episodio Oltre la galassia, per via di un differente ordinamento degli episodi andati in onda rispetto agli Stati Uniti.
I Vulcaniani sono una specie umanoide originaria del pianeta Vulcano, il quale orbita attorno alla stella realmente esistente 40 Eridani A. Sono caratterizzati da un forte senso della ragione e della logica, espresse al massimo delle loro capacità tramite una totale repressione delle emozioni. Dai Vulcaniani si sono separate le specie dei Debrune, degli Zami e dei Romulani. Inoltre ha origini comuni con i Vulcaniani anche la specie dei Mintakiani.
Nell'universo di Star Trek, i Vulcaniani sono la prima specie extraterrestre incontrata ufficialmente dagli  Umani, come narrato nel film Primo contatto, con cui successivamente fonderanno la Federazione dei Pianeti Uniti, assieme anche ad Andoriani e Tellariti.

## Storia
(Precetto vulcaniano)
A detta di T'Pol, i Vulcaniani si sono evoluti sul pianeta Vulcano; un secolo dopo, il comandante Spock afferma invece che il pianeta Vulcano fu colonizzato circa 600 000 anni prima da una specie da cui essi discendono. Nel 2369 si è scoperto che molte delle forme di vita umanoidi della Via Lattea, tra cui i Vulcaniani, discendono da una sola specie che seminò il proprio DNA su molti mondi nella galassia.
Un tempo i Vulcaniani erano una razza molto violenta e passionale, persino per gli standard terrestri. Essi credevano in molte divinità, come Guerra, Pace e Morte. Con il crescere del loro livello tecnologico, raggiunsero il punto in cui questa loro natura violenta li portò sull'orlo dell'estinzione.
Nel III secolo, un filosofo di nome Surak condusse i Vulcaniani fuori dalla spirale di guerra e violenza predicando la soppressione delle emozioni e fondando una nuova cultura basata sulla logica, simboleggiata dal concetto dell'Infinite Diversità in Infinite Combinazioni (IDIC), secondo cui le diversità vanno abbracciate senza pregiudizi per poter vivere in pace. Tuttavia, non tutti vollero seguire questa nuova via e si scatenò una guerra nucleare, durante la quale Surak stesso morì. Infine, i Vulcaniani che rifiutarono gli insegnamenti di Surak lasciarono Vulcano e colonizzarono altri mondi, tra cui Romulus, dove nacque l'Impero Stellare Romulano. In un momento storico imprecisato, i Vulcaniani e i Romulani entrarono in guerra per un periodo di un centinaio di anni, in un conflitto causato da un membro del Continuum Q.
Un altro gruppo di Vulcaniani che rifiutarono la filosofia di Surak divenne noto come V'tosh ka'tur, o "Vulcaniani senza logica"; questi credevano nel controllo delle emozioni attraverso l'esperienza diretta, non attraverso la soppressione delle stesse. Anche loro lasciarono Vulcano, ma divennero dei nomadi.
I Vulcaniani condussero una serie di missioni di esplorazione nel Sistema Solare già nel 1957; infatti furono una delle prime specie del quadrante a sviluppare la propulsione a curvatura. T'Pol riferì a Jonathan Archer che i Vulcaniani "non condividono l'entusiasmo per l'esplorazione spaziale" tipica degli Umani, riferendosi al lungo tempo trascorso dal primo viaggio vulcaniano a velocità di curvatura, con superamento del fattore curvatura 2, seppur essi siano comunque una razza esploratrice.
Il 5 aprile 2063, il vascello scientifico vulcaniano T'Plana-Hath assistette al lancio della prima nave terrestre a velocità di curvatura, la Phoenix, realizzata da Zefram Cochrane, per poi stabilire, il giorno seguente, il primo contatto con la popolazione del pianeta Terra. In seguito, i Vulcaniani divennero una sorta di guida per gli Umani, in particolare nei viaggi attraverso la Galassia, considerandoli molto simili a loro stessi prima del Tempo del Risveglio, ovvero l'epoca successiva a Surak.
Tra il XXI secolo e il XXII secolo, i Vulcaniani presero contatto con Cardassiani, Trill, Tholiani, Klingon e diverse altre razze. Tra esse vi è una razza loro prossima, gli Andoriani, con cui storicamente vi sono state schermaglie e rivalità. Gli Umani contribuirono a stabilire dei negoziati tra le due parti, in particolare riguardo a un planetoide di Classe D, Paan Mokar, come lo chiamano i Vulcaniani.
Nel XXII secolo, l'Alto Comando Vulcaniano, alla guida dell'esplorazione e della difesa planetaria, ottenne molto più potere negli affari pubblici. A causa di ciò, la politica vulcaniana verso gli Andoriani divenne più aggressiva e interventista, finendo per usare il monastero su P'Jem come base da dove spiare le loro attività.
I Vulcaniani nel frattempo divennero meno tolleranti nei riguardi delle sfide politiche e filosofiche dell'Alto Comando, in particolare riguardo alle purghe dei Sirraniti, i quali affermavano che la società vulcaniana non seguiva più gli insegnamenti di Surak. Queste tensioni portarono a una crisi, chiamata “Riforma Vulcaniana”, che portò al rovesciamento dell'Alto Comando e del suo leader, V'Las, il quale era segretamente alleato dei Romulani, e alla restaurazione di un governo guidato da Kuvak e T'Pau. Uno dei primi atti del nuovo governo fu la fine della politica di ostacolo all'espansione umana nella Galassia.
Nel XXIII secolo, i Vulcaniani non avevano memoria di essere mai stati conquistati e non potevano neppure immaginare di poterlo essere in futuro. Alla fine del XXIV secolo, erano tra i membri principali della Federazione Unita dei Pianeti, coinvolti in ogni aspetto della società federale, oltre ad essere presenti nelle colonie federali fondate, ad esempio, vicino alla Zona Demilitarizzata stabilita dal Trattato tra Cardassiani e Federazione del 2370; vi erano infatti dei Vulcaniani, tra i rappresentanti di queste colonie, durante le discussioni con i Cardassiani riguardo agli attacchi terroristici del movimento dei Maquis. Anche tra questi ultimi, vi era almeno un Vulcaniano, Sakonna, che fece uso delle abilità mentali della sua specie per gli interrogatori.
Nello stesso secolo, la tradizione di essere esploratori continuò: una nave vulcaniana fu la prima della Federazione a prendere contatto con una civiltà del quadrante Gamma, i Wadi. Sempre nel quadrante Gamma, furono tra i primi a incontrare i Rakhari e a trovare i resti della civiltà Hur'q.
Nonostante le difficili relazioni tra la Federazione e i Romulani, alcuni Vulcaniani tentarono di stabilire un rapporto più cordiale con i loro cugini, con l'intento finale di provare a riunificare le due culture. Questi tentativi portarono però a scarsi successi.

### Universo dello specchio
Nell'universo dello specchio, quando i Vulcaniani stabilirono il primo contatto con la Terra, Zefram Cochrane sparò al primo di loro che mise piede sul pianeta, credendo che il vascello fosse il primo di una forza d'invasione. Gli Umani poi studiarono la tecnologia della T'Plana-Hath e con le nuove conoscenze, più tardi, conquistarono Vulcano e altri mondi.
Riguardo agli anni '50 del XXII secolo, i Vulcaniani fossero ormai tutti schiavi degli Umani e considerati quindi individui inferiori. Diversi Vulcaniani si ribellarono all'Impero Terrestre ma, nel 2267, la rivolta sembrava essere stata sedata, anche se pare che da allora i Vulcaniani siano stati trattati con maggior rispetto e persino temuti da alcuni Umani.
Negli anni '70 del XXIV secolo, i Vulcaniani servirono come schiavi nell'Alleanza tra Cardassiani e Klingon, in particolare nella base stellare Terok Nor. Alcuni Vulcaniani come Tuvok, inoltre, si unirono alla Ribellione Terrestre.

### Kelvin Timeline
Nella realtà alternativa ideata da J. J. Abrams, il pianeta Vulcano venne distrutto da un Romulano di nome Nero nel 2258. Più di sei miliardi di Vulcaniani rimasero uccisi, con una stima di appena 10 000 sopravvissuti. Dopo ciò, Spock annotò nel suo diario personale che l'esistenza stessa della razza Vulcaniana era a rischio. Lo Spock proveniente dall'universo originale fondò una colonia per i sopravvissuti, che l'anno successivo si insediò ufficialmente e venne chiamata Nuova Vulcano.

### Separazione
Nella storia vulcaniana è presente un evento noto come "Separazione" che, in un lontano passato, ha visto un gruppo di Vulcaniani, capeggiati dall'ammiraglio Debrune, separarsi dal popolo vulcaniano originale per dare vita a nuove specie da esso derivate. La prima di queste specie, i Debrune, ha preso nome dallo stesso ammiraglio, che li ha portati a visitare numerosi pianeti nel IV secolo, fondando alcune colonie, tra cui gli avamposti di  Barradas III, Draken IV e Calder II.
Dopo aver diviso i propri seguaci, Debrune ha ordinato loro di continuare nella ricerca di un nuovo pianeta da colonizzare e dove fondare la loro civiltà. Uno di questi gruppi, capeggiato dal vice ammiraglio Torek, ha preso possesso del pianeta Rigel V, fondandovi la civiltà degli Zami, una delle tre specie note con il nome di Rigeliani che abitano i rispettivi tre pianeti del sistema Rigel, nella costellazione di Orione.
Un altro gruppo ha raggiunto invece il pianeta di Romulus, fondandovi la civiltà dei Romulani.

## Fisiologia

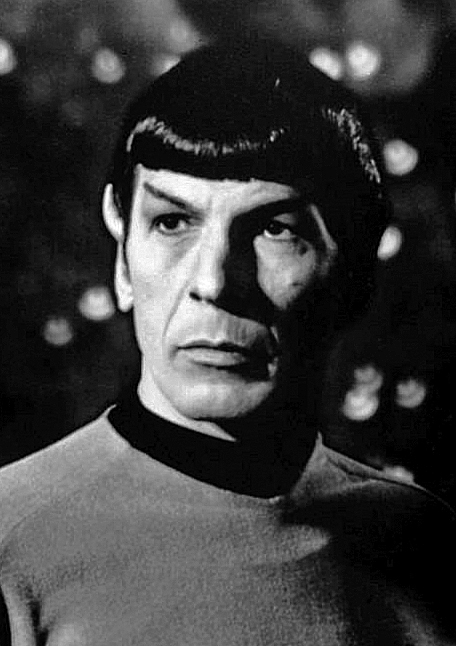
Spock, il Vulcaniano più conosciuto

A prima vista, i Vulcaniani sono molto simili agli Umani, tranne per le sopracciglia dritte e ben curate e per il distintivo padiglione auricolare che termina a punta. La maggior parte di essi ha capelli lisci e lucidi di colore marrone scuro o, più comunemente, nero; la pelle ha una tonalità chiara, vagamente verde. Alcuni Vulcaniani, incluso Tuvok, hanno la pelle marrone simile agli Umani di origine africana; altri ancora sono fisiognomicamente simili agli asiatici.
Anche i Vulcaniani, proprio come gli Umani, hanno peli sul corpo e i maschi raramente sviluppano una peluria pure sul volto, come visibile su Syvok e Spock nell'universo dello specchio. I Vulcaniani possiedono un dente anteriore con tre cuspidi che può essere protetto dal degrado per decenni con un composto trifluorinato. Il loro udito è molto più sensibile di quello umano e le donne vulcaniane hanno anche una grande sensibilità olfattiva.
Contrariamente all'aspetto fisico, l'anatomia dei Vulcaniani differisce radicalmente da quella umana. Per esempio, il loro cuore si trova dove normalmente è situato il fegato umano e batte centinaia di volte al minuto. Il loro tratto digerente è in grado di adattarsi molto all'alimentazione del luogo in cui vivono e, nel tempo, in grado di abituarsi, ad esempio, al cibo umano.
Il sangue vulcaniano è a base di rame, con un colore ramato o ruggine nelle vene e verde nelle arterie, spiegando così la tinta verdastra della pelle. Anche i lividi e le abrasioni cutanee assumono una tonalità verdastra. I Vulcaniani possiedono un sistema respiratorio molto efficiente, adatto ad estrarre l'ossigeno dalla sottile atmosfera di Vulcano. Si trovano più a loro agio a temperature alte, soprattutto da anziani, in quanto Vulcano stesso è un pianeta caldo e arido con temperature che variano dai 30 ai 55°C. Nella serie Star Trek: Voyager, Tuvok dice a Tom Paris che i Vulcaniani iniziano a sudare alla temperatura di 350 kelvin, cioè 77°C. Sempre a causa delle caratteristiche del loro pianeta d'origine, i Vulcaniani sono in grado di sopravvivere diversi giorni senza acqua e possiedono una palpebra interna che protegge i loro occhi da sabbia e polveri. I Vulcaniani sono inoltre in grado di sopravvivere a lungo senza cibo e senza dormire; sotto stress riescono a resistere senza riposare anche per settimane. La grande resistenza è accompagnata da una forza fisica superiore di tre volte rispetto agli Umani e da riflessi molto più rapidi.
Benché le fasi dell'adolescenza e dello sviluppo siano molto simili a quelle umane (spesso addirittura più rapide), i Vulcaniani adulti invecchiano molto lentamente. In media vivono duecentocinquanta anni o anche di più. Infatti Sarek all'epoca della serie classica ha più di 100 anni, che corrispondono a circa 44 anni di un Umano, e Spock, che al momento del suo congedo ha 65 anni, è relativamente ancora molto giovane. I Vulcaniani sono vegetariani, mangiano solo con le posate (raramente toccano il cibo con le mani) e non bevono alcolici. Tuttavia alcuni di essi hanno partecipato a brindisi con bevande alcoliche per adeguarsi all'usanza di una o più specie aliene presenti, e nel XXI secolo producevano una sorta di vino.

### La presa vulcaniana
La presa vulcaniana è una tecnica marziale sviluppata dai Vulcaniani. Essa si esegue applicando pressione vicino alla base del collo, sulla spalla, e rendendo quasi istantaneamente privo di coscienza chi la subisce, interrompendo il flusso del sangue al cervello, spesso in modo così rapido che il soggetto non ha il tempo neppure di urlare.

### Le abilità mentali e la fusione
L'aspetto fisiologico più interessante dei Vulcaniani probabilmente è il loro cervello, "un puzzle, avvolto in un enigma, posto all'interno di un cranio". Ovviamente esso ha il controllo della maggior parte delle funzionalità dell'organismo, anche se un corpo vulcaniano a cui è stato rimosso il cervello mantiene alcune delle sue capacità ed è persino in grado di camminare, se collegato ad un sistema di supporto vitale. Diversamente dalle altre specie umanoidi, i ricordi traumatici non solo disturbano psicologicamente i Vulcaniani, ma hanno anche conseguenze fisiche. Il cervello infatti, nel riordinare i collegamenti neurologici, può letteralmente lobotomizzarsi.
I Vulcaniani imparano a prendere il controllo di molte delle loro funzioni fisiologiche, in modo da poter regolare i propri corpi con la semplice forza di volontà. Se feriti, ad esempio, possono entrare in uno stato simile a una trance, concentrando poi tutte le proprie energie sulla guarigione delle ferite. Tale trance è autoindotta e all'apparenza risulta simile alla morte, analoga, in linea di principio, alle tecniche vulcaniane del rilassamento di mente e corpo.
L'aspetto più famoso del cervello vulcaniano è la sua abilità telepatica, come la fusione mentale. Anche se è necessario molto allenamento per utilizzare questa capacità appieno, collegamenti mentali più semplici non richiedono particolare concentrazione, addestramento o persino coscienza del collegamento stessi. Menti più forti e allenate sono in grado, a brevi distanze, di creare proiezioni ed effettuare letture mentali telepatiche senza bisogno del contatto fisico; alcuni persino su distanze interstellari.

### Ilpon farr
Periodicamente, i Vulcaniani subiscono un'irresistibile spinta all'accoppiamento, nota nella loro lingua come pon farr. Durante questo periodo, gli adulti vengono colpiti da uno squilibrio neurochimico che li porta a una sorta di follia, culminante nel plak-tow, la "febbre del sangue". Se non soddisfatto o in qualche modo aggirato, entro otto giorni può sopraggiungere la morte. Tipicamente, i maschi entrano nel pon farr ogni sette anni. Per mettervi fine vi sono tre modi: trovare un partner, eseguire un combattimento rituale detto kal-if-fee oppure un'intensa meditazione.

## Società e cultura
Il governo vulcaniano è basato su una democrazia rappresentativa, in cui gli individui avanzano politicamente secondo dei principi meritocratici. In generale, sono una specie non violenta (satyagraha), ma sostengono che a volte usare la forza è necessario se non ci sono altre alternative logiche. I Vulcaniani sanno usare bene, e hanno usato in passato, differenti tipologie di armi e praticano arti marziali chiamate tal-shaya e Suus Mahna.
Nonostante tutto, sono noti per l'elevato senso di onestà e per essere incapaci di mentire. Tuttavia, per ragioni logiche, lo farebbero, anche se non lo considererebbero un vero e proprio "mentire". Per esempio, un anziano vulcaniano negò l'esistenza della tecnologia di spionaggio nel monastero su P'Jem per proteggere le operazioni di sorveglianza; un'antenata di T'Pol mentì a un altro Vulcaniano per coprire un compagno di equipaggio che era voluto restare sulla Terra e studiare gli Umani; in almeno un'occasione, Spock mentì senza apparente motivo; Tuvok infine spiega che i Vulcaniani sono naturalmente in grado di mentire, ma solitamente non trovano motivo per farlo.
Lo sviluppo di una vita secondo i dettami della logica inizia in tenera età. I genitori utilizzano giocattoli d'apprendimento per insegnare ai propri figli le basi della logica. I bambini poi imparano rapidamente a distaccarsi dalle proprie emozioni.
Come genitori, i Vulcaniani non nascondono mai ai propri figli la verità. Fare ciò li ostacolerebbe dall'affrontare le difficoltà inevitabili della vita. L'attaccamento genitoriale nei confronti dei propri figli non può essere descritto come un'emozione, poiché essi vengono considerati parte dell'identità dei genitori, senza i quali sarebbero incompleti.
A volte i Vulcaniani scelgono il partner per i propri figli quando essi raggiungono i sette anni d'età. Essi partecipano poi a una cerimonia durante la quale si uniscono telepaticamente ("meno di un matrimonio ma più di un fidanzamento"). Quando poi raggiungono l'età del pon farr, questo collegamento mentale li porta a eseguire dei rituali matrimoniali che rafforzano la relazione. Se per una qualunque ragione la donna non vuole sposarsi, viene invocata la cerimonia del "matrimonio o combattimento", ossia koon-ut-ka-if-fee. Il promesso sposo combatte, per il diritto di tenere la futura moglie, contro uno sfidante scelto da lei, in uno scontro che termina con la morte di uno dei due. Terminato il combattimento, la donna diverrà proprietà del vincitore, a meno che lui non scelga di lasciarla andare.
Nonostante non tutti possano arrivare allo stato di logica pura, il processo di controllo mentale dà ai Vulcaniani quanto basta per conformarsi agli ideali della società vulcaniana. Il pensiero logico finale venne raggiunto attraverso la disciplina del kolinahr, che si dice li purghi di tutte le emozioni rimaste.
La morte, nella società vulcaniana, viene considerata il completamento di un viaggio e di conseguenza non ne hanno paura. Tuttavia, va evitata la perdita del katra, lo "spirito vivente", poiché esso vive anche dopo la morte fisica. Praticano inoltre l'eutanasia per gli infermi e i più anziani e non vedono niente di sbagliato nella pratica del suicidio rituale quando si raggiunge una certa infermità, con l'avanzare dell'età.
Nonostante l'elevata integrazione nella Federazione, nel XXIII secolo alcuni Vulcaniani ritengono che servire nella Flotta Stellare sia meno prestigioso che entrare all'Accademia delle Scienze Vulcaniana. anche se, alla fine del secolo, quest'idea inizia a svanire Inoltre, tra tutti i membri della Federazione che servono nella Flotta Stellare, essi sono gli unici con navi stellari il cui equipaggio è composto esclusivamente da Vulcaniani, come la USS Intrepid e la USS T'Kumbra.

### V'tosh ka'tur
I V'tosh ka'tur, i "Vulcaniani senza logica" in lingua vulcaniana, sono un gruppo di Vulcaniani accusati di rifiutare gli insegnamenti di Surak. Non seguono il divieto di mangiare carne e non reprimono le emozioni, seppur abbraccino la logica; sono infatti convinti che essa sia parte integrante della loro esistenza, le emozioni sono complementari alla logica e non vanno escluse da essa.

### Accademia delle Scienze Vulcaniana
L'Accademia delle Scienze Vulcaniana è un istituto educativo situato sul pianeta Vulcano a cui nessun Vulcaniano ha mai rifiutato l'ammissione, almeno fino alla metà del XXII secolo nella realtà alternativa.
L'Accademia, tra i vari ambiti scientifici di cui si è occupata, spese anni nello studio del trasporto sub-quantico ma con successi molto limitati. L'esperto umano di teletrasporti, Emory Erickson, collaborò con l'Accademia ma inutilmente, nonostante in seguito riferì che probabilmente i suoi studi fossero giusti.
Michael Burnham, figlia adottiva di Sarek, fu la prima Umana a studiare all'Accademia delle Scienze Vulcaniana, in particolare meccanica quantistica, dal 2245 al 2249.
Sempre nel 2249, Spock decise di unirsi alla Flotta Stellare invece di entrare nell'Accademia, contro il volere di suo padre Sarek. La decisione venne motivata affermando che lui non sarebbe mai stato visto alla pari degli altri Vulcaniani, ma solo come uno che è riuscito a "superare l'handicap" di essere per metà Umano. Anche nella realtà alternativa Spock rifiuta l'invito ad entrare nell'Accademia delle Scienze. Nel 2387 della realtà originale, l'Accademia dà il comando della Jellifish a Spock commissionandogli una missione per salvare il quadrante stellare dall'esplosione di una supernova.

### Kolinahr
Il Kolinahr è un rituale vulcaniano volto alla purificazione dalle emozioni residue e disciplina per il controllo della mente attraverso la dedizione alla logica pura.
Dopo un lungo periodo di studio e meditazione è possibile diventare Maestri e avviare altri Vulcaniani alla disciplina del Kolinahr. I Maestri vulcaniani del Kolinahr risiedono sull'altipiano di Gol.
Spock si è dedicato alla disciplina del Kolinahr dopo il suo ritiro dalla Flotta Stellare nel 2269. Termina la sua preparazione nel 2271, ma non completa il rituale finale per diventare Maestro poiché la sua mente capta misteriosi segnali da un'altra entità nello spazio che lo deconcentrano.

### Saluto vulcaniano
(Il saluto vulcaniano di Spock)

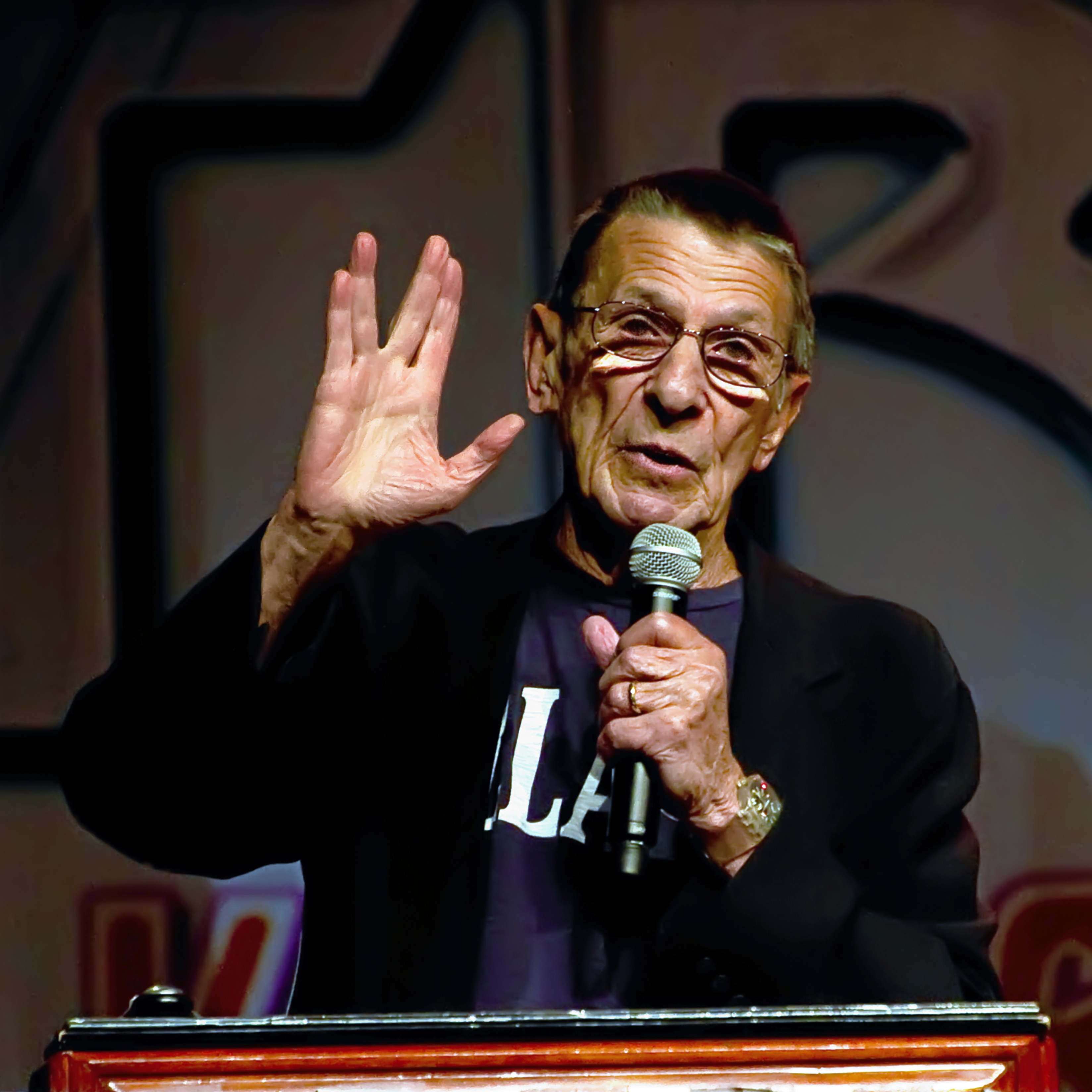
Leonard Nimoy rivolge il saluto vulcaniano agli astanti durante una Convention di Star Trek a Las Vegas nel 2011

Il gesto associato al celebre saluto vulcaniano è stato ideato da Leonard Nimoy, il quale racconta di essersi ispirato direttamente alla tradizione ebraica. L'attore era infatti un cohen, discendente maschio di Aronne, tribù sacerdotale ebraica. Il saluto vulcaniano deriva proprio dal gesto che compiono i cohanim durante la celebrazione della festività di Yamim Noraim, quando stendono in gesto benedicente le palme di entrambe le mani, con i pollici allungati in fuori e il medio e l'anulare separati in modo che ciascuna mano formi due lettere V con una sorta di tratto aggiuntivo rappresentato dal pollice stesso. Questo gesto simboleggia la lettera ebraica Šin, la prima lettera della parola Shaddai, "Signore" in ebraico.
In realtà — come racconta Nimoy nell'intervista — tale gesto non può essere osservato direttamente dai fedeli, che lo devono ricevere con il capo velato da uno scialle, ma all'epoca (Nimoy aveva otto anni) lo osservò di sottecchi. Quando in seguito chiese una spiegazione del perché non fosse possibile osservare il gesto, ottenne la risposta che tale era il potere della Shekhinah, l'aspetto “femminile” del Signore, evocato da esso, che poteva risultare fatale a chi lo osservava. Pur non condividendo questo aspetto della credenza, Nimoy fu talmente impressionato dal contenuto mistico sotteso da importarlo in seguito nella serie televisiva.
Il saluto viene accompagnato dall'augurio «lunga vita e prosperità».

### Kal-if-fee
Il kal-if-fee (lett. "sfida") è un rituale vulcaniano che avviene quando, durante il rituale di accoppiamento vulcaniano chiamato koon-ut-kal-if-fee, la promessa sposa rifiuta di sposare il promesso sposo e lo sottopone a una sfida contro un altro "campione", così da decidere chi dei due avrà il diritto di accoppiarsi con lei durante il pon-farr.

## Vulcaniani celebri
- Chulak
Un serial killer.[senza fonte]
- Saavik, interpretata da Kirstie Alley (Star Trek II - L'ira di Khan) e Robin Curtis[N 1].
Ufficiale scientifico, prima sull'Enterprise, poi sulla Grissom.
- Sarek, interpretato da Mark Lenard[N 2], Jonathan Simpson (L'ultima frontiera), Ben Cross (Star Trek - La nemesi) e James Frain (Star Trek: Discovery).
Ambasciatore di Vulcano, marito di Amanda Grayson, padre di Spock e padre adottivo di Michael Burnham.
- Selar.
Medico vulcaniano a bordo dell'Enterprise D.
- Soval, interpretato da Gary Graham (Star Trek: Enterprise).
Ambasciatore vulcaniano sulla Terra nel XXII secolo.
- Spock, interpretato da Leonard Nimoy[N 3], Zachary Quinto[N 4], Ethan Peck[N 5].
Ufficiale scientifico durante della USS Enterprise NCC-1701, prima sotto il comando di Christopher Pike, quindi successivamente sotto quello di James T. Kirk. È il più famoso dei personaggi vulcaniani.
- Surak, interpretato da Barry Atwater (serie classica) e da Bruce Gray (Enterprise).
Il filosofo più influente della storia di Vulcano.
- Sybok, interpretato da Laurence Luckinbill.
Fratellastro di Spock. Compare solo nel film Star Trek V - L'ultima frontiera. Figlio di Sarek e di una principessa vulcaniana, esiliato dal pianeta Vulcano per le sue idee riguardanti la logica, si fa uccidere dal malvagio “dio” di Sha Ka Ree per salvare suo fratello Spock e l'Enterprise.
- Syran.
Conosciuto come Arev, che in vulcaniano significa "Vento del Deserto", eremita e filosofo, fondatore dell'organizzazione riformista che porta il suo nome, i Syrraniti, portatore del katra di Surak.
- T'Pau, interpretata da Celia Lovsky (serie classica), Kara Zediker  (Enterprise) e Betty Matsushita.
Ribelle a capo dei Syrranniti, poi primo ministro di Vulcano.
- T'Pol, interpretatata da Jolene Blalock (Enterprise).
Primo Ufficiale e ufficiale scientifico dell'Enterprise NX-01.
- T'Pring, interpretata da Arlene Martel (serie classica) e Gia Sandhu (Strange New Worlds).
Promessa sposa di Spock.[73]
- Tuvok, interpretato da Tim Russ (Star Trek: Voyager).
Capo della sicurezza a bordo della USS Voyager NCC-74656.
- Valeris, interpretata da Kim Cattrall (Rotta verso l'ignoto).
Timoniere dell'Enterprise A e membro del complotto per impedire l'alleanza tra Federazione e Impero Klingon.

## Realizzazione e impatto culturale

### Realizzazione
Il nome di questa razza viene citato per la prima volta in un incontro della produzione nel 1966, quando l'NBC preparò un opuscolo, intitolato "Informazioni avanzate sulla Programmazione 1966-67: Star Trek", nel quale si descrivevano i membri regolari dell'equipaggio dell'Enterprise. In esso, la descrizione di Spock menzionava che suo padre era nativo di "Vulcanis" e il suo popolo era noto come i "Vulcaniani".
Nelle note del costumista Robert Fletcher, scritte riguardo ai diversi alieni del primo film, Star Trek, è inclusa una delle prime vere descrizioni dei Vulcaniani: "Persone scientifiche, prive di emozioni, la loro cultura si basa sulla fredda logica, sulla ragione e sul controllo. Una delle razze più avanzate della Federazione [...] sono per lo più persone alte, snelle e belle, con un forte senso dell'onore. Fisicamente distinguibili per le sopracciglia che puntano in alto e le orecchie a punta. Il loro sangue verde si basa sul rame".
Per il film del 2011 Into Darkness - Star Trek, le protesi in silicone delle orecchie vulcaniane furono create dal make-up artist David Snyder. Rispetto alle orecchie vulcaniane del film precedente, Star Trek, Snyder decise di fare dei cambiamenti dal punto di vista meccanico per renderne l'applicazione un po' più facile. Realizzò quindi dei modelli d'argilla dello stampo già esistente e rimodellò le orecchie per favorire la loro produzione in serie, dando così buoni margini di adattamento per ogni attore.

### Impatto culturale
Peter Simpson, editore di Star Trek Magazine, afferma che chiunque si lasci influenzare esclusivamente dalla logica o dalle emozioni finisce nei guai e i Vulcaniani sono stati creati per illustrare proprio questo tipo di problema. Secondo alcuni, l'idea di una razza molto evoluta guidata esclusivamente dalla logica può essere visto come un suggerimento per l'umanità affinché usi un po' di più la propria intelligenza ogni giorno, per il suo stesso bene. Roddenberry stesso, attraverso Star Trek, mostrò come gli esseri umani potrebbero andare oltre la bigotteria e i conflitti. Al riguardo, cercò di realizzare i Vulcaniani nel migliore dei modi, in caso fossero stati di qualche ispirazione.
Il concetto vulcaniano delle “infinite diversità in infinite combinazioni” è molto diffuso tra i fan della serie, come rappresentazione ideale di un futuro privo di pregiudizi. L'IDIC è inteso come un'idea che va ben oltre la mera tolleranza della differenza e che gli spettatori stessi hanno reso un "paradigma base" non solo per i Vulcaniani ma per l'intero franchise di Star Trek. Esso è diventato centrale nella filosofia della serie non solo come simbolo dell'omogeneizzazione delle differenze ma come celebrazione delle stesse.